# Mighty Avengers
A Mighty Avengers egy, a Marvel Comics által kiadott képregénysorozat, melynek első száma 2007 márciusában jelent meg az Amerikai Egyesült Államokban. A képregény írója Brian Michael Bendis, rajzolója Frank Cho. A sorozat a Marvel szuperhőseit megosztó polgárháború után játszódik. A konfliktus következtében a Bosszú Angyalai csapata kettészakadt, a Mighty Avengers-ben a Ms. Marvel által vezetett, a szuperhős regisztrációs törvény által legálisnak elismert Bosszú Angyalai csapatának kalandjai olvashatók.

## A megjelenés története
A Marvel a megjelenés előtt igen keveset árult az új kiadványról. Az új csapat leendő tagjainak  kilétét először a Wizard magazin 180. számában, 2006 augusztusában tették közzé. A kiadványt reklámozó első képen Vasember, Energikon, Mr. Marvel, Árész, a Fekete Özvegy és a Darázs voltak láthatóak.
Bendis egy, a Word Balloon Podcastban adott interjúban úgy nyilatkozott, hogy a magazinban nyilvánosságra hozott taglista nem teljes egészében állja meg a helyét és egyes szereplők, akik a képen láthatóak, nem fognak szerepelni a kiadványban. A nyilatkozat ellenére azonban a Mighty Avengers első számának csapatfelállása megegyezett a Wizard magazinban szereplővel.
Joe Quesada úgy nyilatkozott, hogy Frank Chot Angel Median fogja váltani mint rajzoló, ez azonban Medina egyéb munkái miatt megváltozott és a hetedik számtól Mark Bagely lesz a sorozat rajzolója. Bendis és Bagely már korábban is dolgoztak együtt az Ultimate Spider-Man című sorozaton.

## Magyarul
- A bosszú angyalai. Ultron, 1-3.; szöveg Brian Michael Bendis, rajz Frank Cho, ford. Bögre Miklós; Kingpin, Bp., 2016 (Marvel box)